# 新山王酒店
新山王酒店（日语：ニュー山王ホテル）是位於日本東京都港區南麻布的一座駐日美軍設施，由美國海軍管理。這座酒店是美軍人士訪日時使用的酒店、駐日美軍的療養所，美國駐日大使館人士亦使用這裡。酒店內可使用美元。2004年至2006年，新山王酒店進行了大規模改裝。

## 外部連結

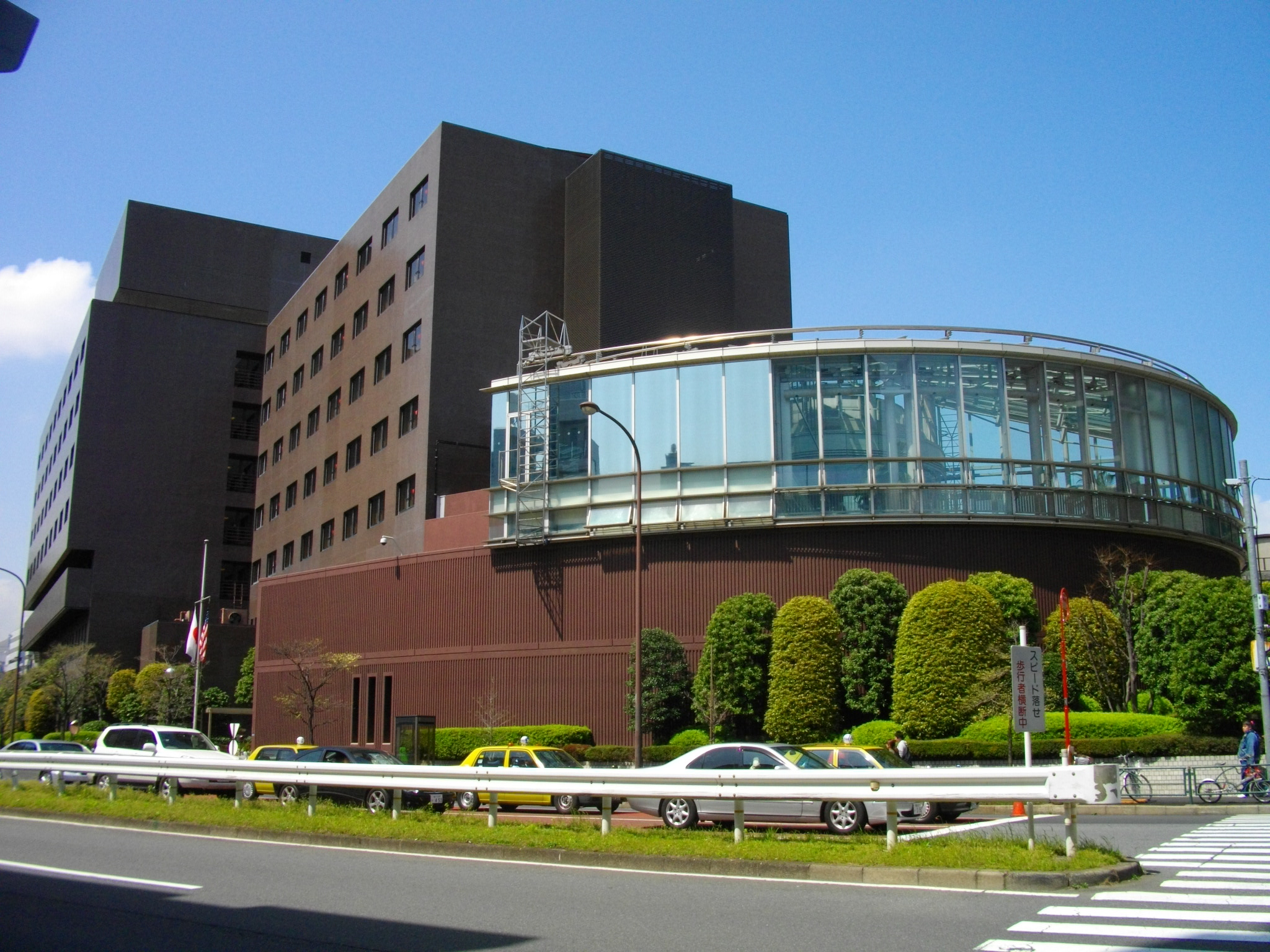

- The New Sanno （页面存档备份，存于）（英文）
- The New Sanno的Facebook專頁
- 都内の米軍基地 （页面存档备份，存于） - 東京都都市整備局

35°38′50″N 139°43′30″E / 35.64722°N 139.72500°E